# Lesenovci
Lesenovci (en serbe cyrillique : Лесеновци) est un village de Serbie situé dans la municipalité d'Aleksandrovac, district de Rasina. Au recensement de 2011, il comptait 151 habitants.

## Démographie
| 1948 | 1953 | 1961 | 1971 | 1981 | 1991 | 2002 | 2011 |
| ---- | ---- | ---- | ---- | ---- | ---- | ---- | ---- |
| 325  | 315  | 331  | 288  | 256  | 209  | 193  | 151  |

|  |